# Thomas Kurzhals

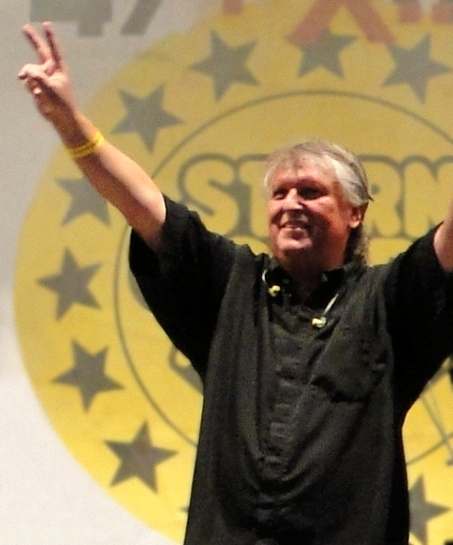
Kurzhals, en una presentación junto a Stern-Combo Meißen en agosto de 2011.

Thomas Kurzhals (13 de diciembre de 1953; Ronneburg, Turingia (Alemania Oriental) - 2 de enero de 2014; Glauchau, Saxony (Alemania) ) fue un tecladista, compositor y músico de rock alemán, más conocido como miembro de las bandas de Stern-Combo Meißen y Karat.
Kurzhals murió de cirrosis hepática, el 2 de enero de 2014, a los 60 años de edad, en Glauchau, Sajonia.